# Acolasis nubila
Coenipeta nubila là một loài bướm đêm trong họ Erebidae.